# نوکیا
نوکیا (به فنلاندی: NOKIA Oyj) یک شرکت فناوری چندملیتی فنلاندی است که به طراحی، توسعهٔ فناوری و تولید لوازم الکترونیکی مصرفی و تجهیزات و زیرساخت‌های مرتبط با مخابرات، شبکه و فناوری اطلاعات می‌پردازد. این کورپوریشن در سال ۲۰۲۰ در حدود ۹۲٬۰۰۰ کارمند داشت و در بیش از ۱۳۰ کشور، فعالیت تجاری دارد. درآمد سالانهٔ نوکیا، حدود ۲۳ میلیارد یورو تخمین زده می‌شود.
این شرکت از طریق شرکت تابعه خود، نوکیا نتورکس در حوزه‌های تجهیزات پهنای باند شبکه‌های موبایل و خدمات مولتی‌مدیا نیز فعالیت می‌کند.
تأسیس شرکت نوکیا به سال ۱۸۶۵ بازمی‌گردد، که فردریک ایدستام با مشارکت لئو میشلن اقدام به راه‌اندازی شرکت نوکیا نمود. این شرکت در آغاز در زمینه تولیدات کاغذی فعالیت می‌کرد، اما در سال ۱۸۹۶ ایدستام بازنشسته شد و میشلن ریاست شرکت را در دست گرفت که در پی آن در سال ۱۸۹۸ نوکیا آغاز به تولید لاستیک و تایر خودرو کرد.
از ۱۹۱۲ این شرکت وارد عرصه تولید تجهیزات خطوط تلفن، تلگراف و سیم‌کشی الکتریکی شد. در سال ۱۹۸۸ بخش تولید تایر این شرکت تحت نام نوکیان تایرز تفکیک شد و در ۱۹۸۹ نیز بخش تولید کاغذ نوکیا نیز به شرکت اس‌سی‌آ واگذار گردید.
در سال ۲۰۱۷ نوکیا نخستین گوشی‌های هوشمند خود را که شامل، نوکیا۳، نوکیا۵ و نوکیا۶ و نوکیا ۷ و نوکیا۷٫۱ نوکیا۸ و نوکیا ۸٫۱ و نوکیا ۹ را در همایش بین‌المللی موبایل در بارسلونا معرفی کرد. نوکیا در سال ۲۰۲۰، محصولات جدید خود را به نام‌های نوکیا ۸٫۵ نسخه 5G، نوکیا ۵٫۳، نوکیا ۱٫۳ و نوکیا ۵۳۱۰ رونمایی کرد

## تاریخچه

### ۱۸۶۵ تا ۱۹۶۷

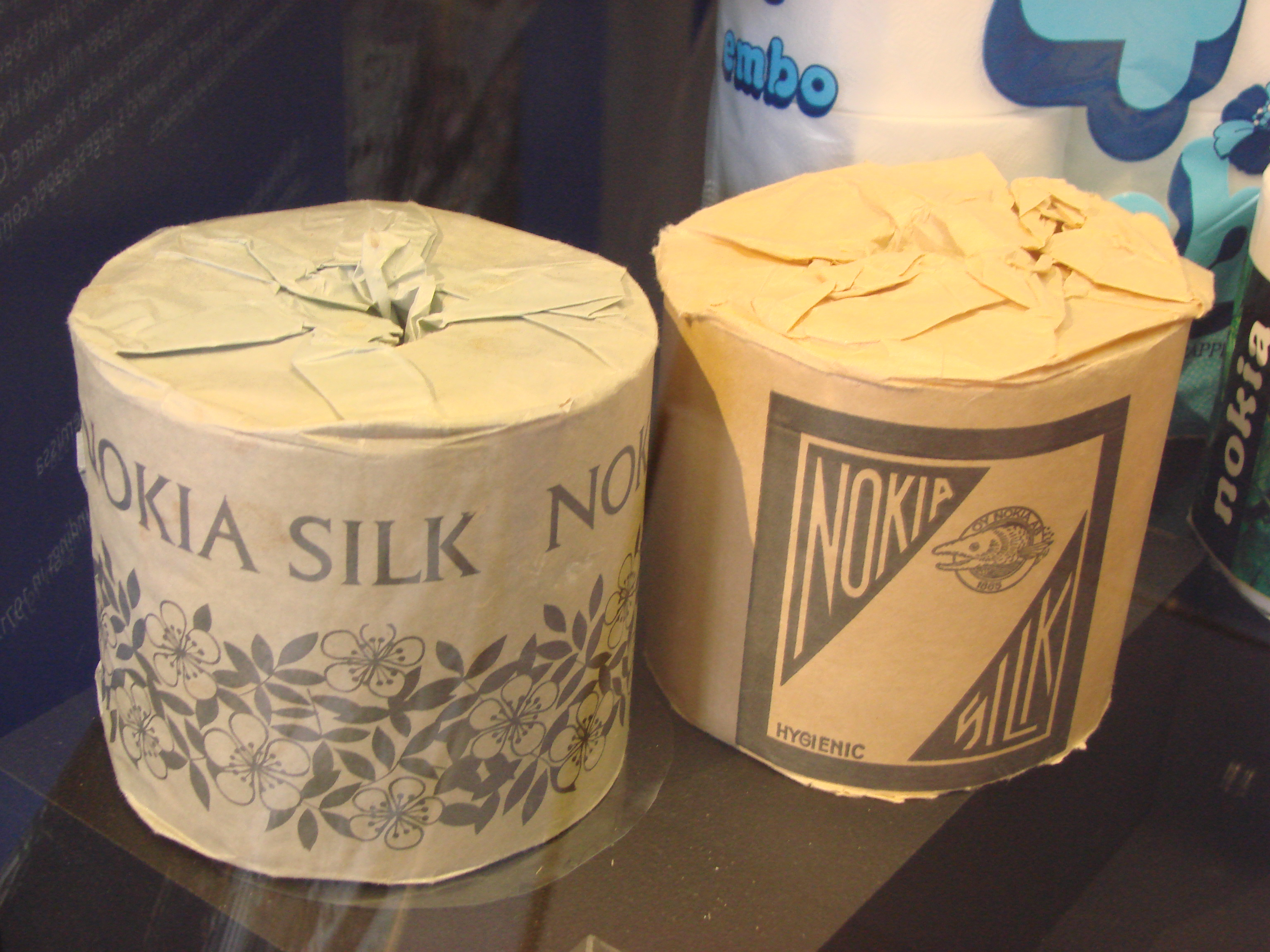
دستمال توالت‌های تولیدی توسط نوکیا در دههٔ ۱۹۶۰ در موزهٔ تامپره

در دههٔ ۱۹۷۰ نوکیا شامل صنعت ارتباط از راه دور با گسترش نوکیا دی‌ایکس۲۰۰ یک سوییچ دیجیتال برای ارتباط تلفنی شد در سال ۱۹۸۲ سوییچ دی‌ایکس۲۰۰ اولین سوییچ تلفن دیجیتال دنیا شد که کاربرد عملیاتی داشت دی‌ایکس۲۰۰ به عنوان اسب بارکش شبکهٔ دنیا شد ساختمان قابل انعطاف یا مناسب اندازهٔ قابل ساخت تا به تولیدات سوییچ‌های مختلفی گسترش یابد. برای دههٔ ۱۹۷۰ شبکهٔ نوکیا شبکهٔ تولید وسایل نوکیا مجزا شد به تلفن و، شرکتی که صاحب شرکت‌های مرجع و شرکت صاحب ایالت فنلاندی بود شریک‌هایش را به شرکت دنیا فروخت اسم آن به ارتباطات از راه دور دنیا تغییر یافت در دههٔ ۱۹۷۰ و ۱۹۸۰ سیستم پیام‌رسانی برای نیروی دفاع فنلاند را گسترش داد.
نوکیا در سال ۱۸۶۵ به‌عنوان یک شرکت تبدیل چوپ به ورقه‌های کاغذ توسط مهندس معدنی به نام فردریک ایدستام در شهرستان تامپره در جنوب غربی فنلاند و در دوران تسلط امپراتوری روسیه بر این کشور تأسیس شد. در سال ۱۸۶۸ ایدستام، کارخانهٔ دوم خود در نزدیکی شهر نوکیا، فنلاند در ۱۵ کیلومتری غرب تامپره که دارای منابع بهتری برای تولید نیروی برق‌آبی بود را ساخت. در سال ۱۸۹۶ ایدستام بازنشسته شد و میشلن ریاست شرکت را در دست گرفت که در پی آن در سال ۱۸۹۸ نوکیا آغاز به تولید لاستیک و تایر خودرو کرد.

### ۱۹۶۷ تا ۱۹۹۰

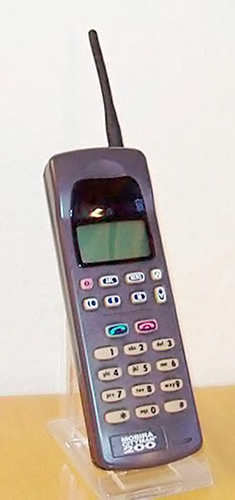
Mobira Cityman ۲۰۰ گوشی نوکیا مدل

زمینه ورود به نوکیا کنونی با تشکیل بخش الکترونیک در بخش کابل‌ها در سال ۱۹۶۰ ایجاد شد. در سال ۱۹۶۷ این بخش به بخشی جداگانه تبدیل شد و آغاز به تولید لوازم مخابراتی کرد. در سال ۱۹۷۰، نوکیا با ساختن نوکیا دی‌ایکس۲۰۰ که یک سوئیچ دیجیتال تلفن بود، بیشتر در زمینه مخابرات درگیر شد.
در سال ۱۹۸۰ نوکیا یک سری از کامپیوترهای شخصی که میکرو میکو نام داشت، تولید کرد. گرچه بخش رایانه‌های شخصی به شرکت ICL فروخته شد که این شرکت سپس بخشی از فوجیتسو شد.
با ساخت بخش الکترونیکی و زیربخش کابلی در ۱۹۶۷ این بخش از بخش‌های دیگر جدا شد و شروع به تولید وسایل ارتباط از راه دور کرد.

### ۱۹۹۰ تا ۲۰۱۰

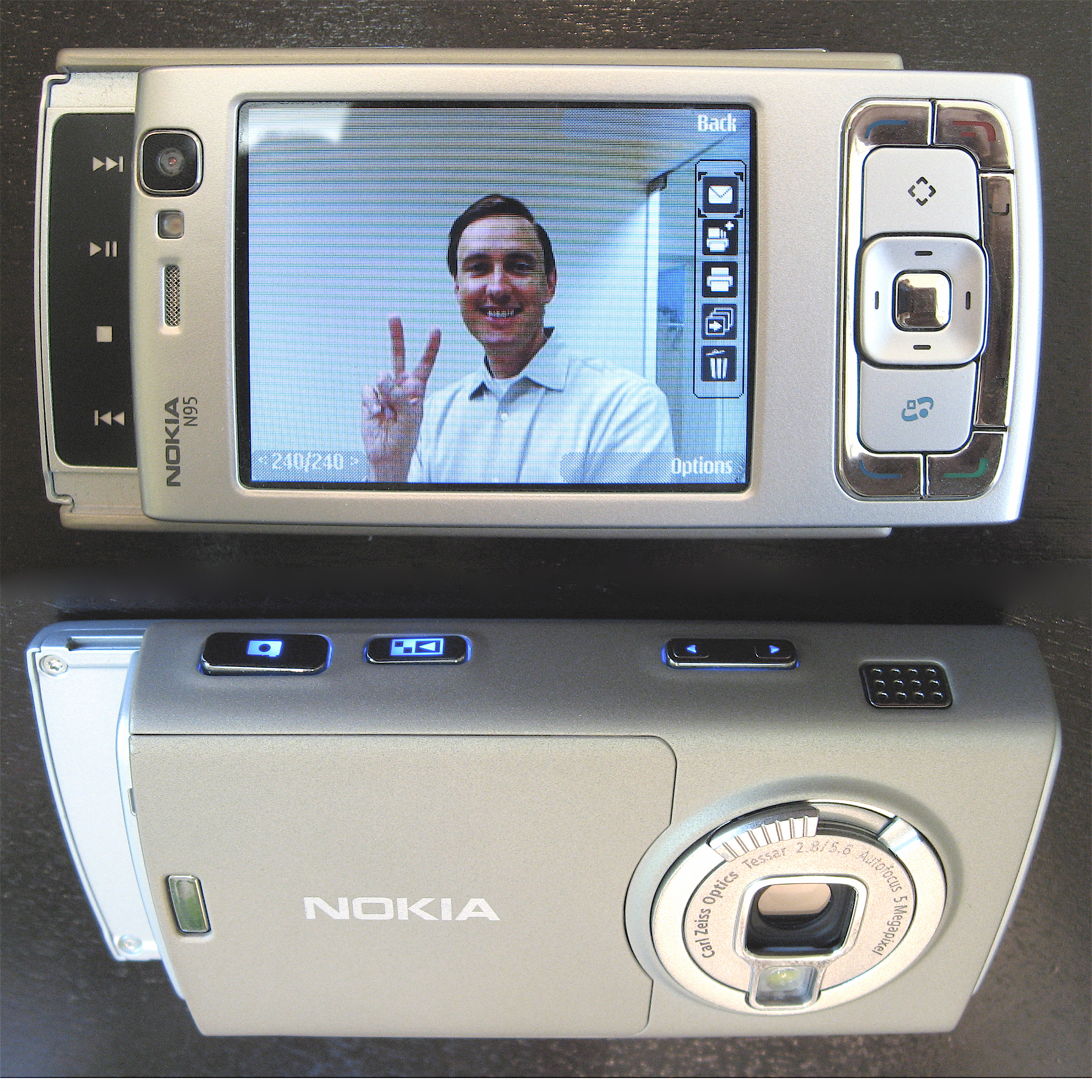
نوکیا ان۹۵

این شرکت از آغاز دهه ۱۹۹۰ فعالیت خود را تنها بر بازار مخابرات متمرکز نمود. ساختمان دفتر مرکزی نوکیا در شهر اسپو، فنلاند قرار دارد. سهام شرکت نوکیا در بازار بورس نیویورک و بورس اوراق بهادار هلسینکی معامله می‌شود. نوکیا در پیشرفت و توسعهٔ صنعت مخابرات سیار و استانداردهایی مانند جی‌اس‌ام، نسل سوم شبکه تلفن همراه (3G)، فرگشت بلندمدت (LTE) و نسل پنجم شبکه تلفن همراه (5G) نقش مؤثری داشته و در برهه‌ای، بزرگ‌ترین شرکت سازندهٔ تلفن همراه و تلفن‌های هوشمند بوده است.

### ۲۰۱۰ تا ۲۰۱۹
نوکیا پس از مدتی در سال ۲۰۱۳ شراکت با مایکروسافت، به دلیل برخی از کشمکش‌ها در فروش و عرضهٔ محصولات، امتیاز تولید تلفن‌های همراه خود را به مایکروسافت فروخت و این بخش از شرکت در سال ۲۰۱۴، مایکروسافت موبایل نام گرفت. پس از این اتفاق، شرکت نوکیا به تولید و گسترش فناوری‌های اینترنت اشیاء، واقعیت مجازی و سلامت دیجیتال و همکاری با شرکت هیر تکنالوجیز پرداخت. نوکیا در ادامه، شرکت‌های آلکاتل-لوسنت، آزمایشگاه‌های بل و وایتینگس را خریداری کرد.
در سال ۲۰۱۶ و با پایان حق انحصار مایکروسافت بر برند نوکیا، شرکت نوکیا این بار با همکاری شرکت اچ‌ام‌دی گلوبال (یک شرکت تازه تأسیس فنلاندی) دوباره به صنعت موبایل بازگشت. بدین صورت که وظیفه تولید و تحقیق و توسعه را شرکت اچ‌ام‌دی با برند نوکیا عهده‌دار خواهد بود. در سال ۲۰۱۷ نوکیا نخستین گوشی‌های هوشمند خود را که شامل، نوکیا۳، نوکیا۵ و نوکیا۶ و نوکیا ۷ و نوکیا۷٫۱ نوکیا۸ و نوکیا ۸٫۱ و نوکیا ۹ را در همایش بین‌المللی موبایل در بارسلونا معرفی کرد.
نوکیا تا سال ۲۰۱۸، سومین شرکت بزرگ سازندهٔ تجهیزات شبکه بوده است. این شرکت با فاصلهٔ بسیار، بزرگ‌ترین شرکت بین‌المللی در فنلاند است و میزان قابل توجهی از صادرات، مبادلات بورسی و تولید ناخالص داخلی فنلاند، مربوط به این شرکت است. نوکیا همچنین از دید میهن‌پرستانه، اهمیت بالایی در میان مردم فنلاند دارد.

## ویژگی‌ها

### وسایل

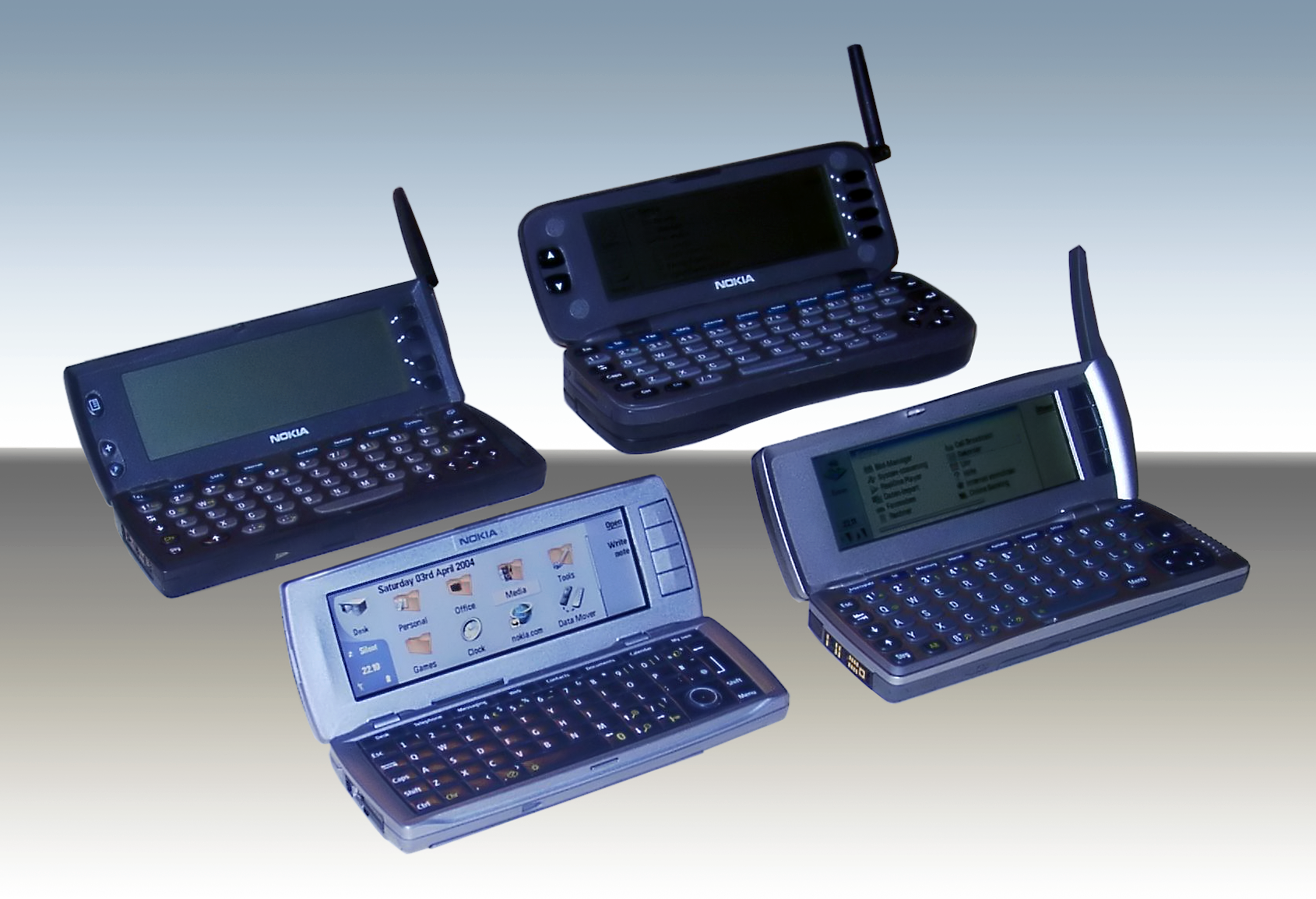
مدل‌های ۹۰۰۰, ۹۱۱۰, ۹۲۱۰ و ۹۵۰۰

تقسیم‌بندی وسایل در تلفن‌های موبایل اصلی ترکیب شده است با زیر بخش‌های مجزا سازنده به عنوان مالتی مدیا یا سری ان یا سری ایی به عنوان وسایل هسته‌ای کنترل شدهٔ تحقیق و توسعه به عنوان تکنولوژی پلتفرم نامیده می‌شود این تقسیم‌بندی یک عمومیت با صدای موبایل و داده در حول رنج و سعی از وسایل موبایل فراهم می‌کند با صدای زیاد گوشی‌ها یا وسایل موبایل مصرف‌کننده و کلاس‌های سری و سری ایی بسیار گران‌قیمت وسایل براساس تکنولوژی سلولی در چهار سال اول ۲۰۰۶ نوکیا بیش از ۱۵ میلیون تلفن موبایل ام‌پی‌تری فروخت که این به این معنی است که نوکیا نه تنها فراهم‌کنندهٔ جهانی تلفن همراه است بلکه باور شده است که نوکیا اخیراً شرکت کوداک را در تولید دوربین و گرفتن بیشترین نقاط دنیا جلو زده است هم چنین نوکیا امروزه به عنوان فراهم‌کنندهٔ پلیرهای صوتی دیجیتال یا ام‌پی۳ هاو فروش وسایلی مانند آی‌پاد از شرکت اپل دارند در اواخر سال ۲۰۰۷ دنیا بیش از ۴۴۰ میلیون گوشی را که ۴۰ درصد گوشی‌های اصلی فروش تلفن را بود مدیریت کرد.

### بازار
سازمان دهی مصرف‌کننده‌ها و بازاریان نوکیا و همچنین فروش‌ها، بازاریابی و تولیدات کمپانی به وسیلهٔ آنسی وانجوکی هدایت می‌شود. هم‌اکنون نوکیاهای لومیا با سیستم عامل ویندوز فون و آشا با سیستم عامل نوکیا پلتفرم و گوشی‌های سری ایکس ا سیستم عامل اندروید و گوشی‌های سیمبین نیز در ایران به فروش می‌رسد.

### شبکهٔ ارتباطی نوکیاسولوشنز و نتورکس
شبکهٔ ارتباطی نوکیا (عملاً شبکه نوکیا) فراهم می‌کند شبکهٔ زیر بنایی ارتباطات تلفن همراه و سکوهای خدمات ارتباطی را، به خوبی خدمات‌رسانی حرفه‌ای برای اپراتورها و تهیه‌کنندگان خدمات شرکت‌هایی همچون سونی و سامسونگ و اچ تی سی و حتی اپل نیز هست؛ و شبکه نسل ۳و ۴ ایران نیز به عهده این شرکت است.
شبکه‌ها در GSM, EDGE، 3G/WCDMA و شبکهٔ ارتباطی رادیو WIMAX، شبکهٔ مرکزی با افزایش در IP و توانایی دستیابی زیاد و خدمات متمرکز می‌شوند.
در پایان سال ۲۰۰۵ شبکه ارتباطی نوکیا از ۱۵۰ خریدار شبکهٔ تلفن همراه در بیش از ۶۰ کشور داشت که سیستم خدمات‌رسانی اش به بیش از ۴۰۰ میلیون مشترک را به عهده داشت.
در نوزده ژوین ۲۰۰۶ نوکیا و زیمنس اعلام کردند که تلفن همراه و تجارت تجهیزات دایمی تلفنشان را برای ایجاد بزرگ‌ترین شرکت‌های تجاری به نام شبکهٔ نوکیا زیمنس قرار است با هم ادغام شوند مارک شبکهٔ ارتباطی نوکیا زیمنس متعاقباً در ۳GSM World Congress در Barcelona در فوریه ۲۰۰۷ به کار گرفته شد.

### سرویس‌ها
این شرکت صاحب قوی‌ترین سرویس نقشه (here)که دارای ۴۸ ماهواره است و اخیراً سامسونگ نیز از این نقشه‌ها استفاده می‌کند دارای وسعت و دقت امکانات بیشتری نسبت به گوگل مپس است نام این سرویس قبل از واگذاری به ماکروسافت ovi maps بوده.
لانچری را برای اندروید ارائه داده که کارهای شما را زیر نطر می‌گیرد ومورد علاقه‌های شما را چه شماره باشد یا بازی یا برنامه یا موارد اینترنتی. از و با نوشتن دستی حروف اول کلمات کار می‌کند که بسیار راحت‌تر از منوهای اندروید است وای لانچر z نام دارد بسیار مورد استقبال قرار گرفته است.

### سیستم عامل
این شرکت سیستم عامل سیمبیان (سری ۶۰/۴۰/۹۰) را طی سالیان متمادی به کار گرفت که لقب پر استفاده‌ترین سیستم عامل همراه را به خود گرفت و پس از آن ویرایش آنا سیمبیان و مایمو و میگو لینوکس را ارائه کرد که هوشمند بودند مایمو متن باز مورد استقبال کاربران قرار گرفت و بسیاری از توسعه دهندگان لینوکس و دبیان برای این سیستم عامل نرم‌افزار و بازی نوشتند از جمله محبوب‌ترین نرم‌افزارها می‌توان به wazap نسخه پیام‌رسان محبوب WhatsApp اشاره کرد حتی کار به جایی رسید که کاربران موفق به اجرای بازی‌های web os و اندروید به وسیله نوعی امولاتور به نام apkenv روی مایمو شدند ولی میگو موفق به فروش گستره نشد خیلی‌ها دلیل این شکست را عدم پشتیبانی نرم‌افزاری نوکیا از این سیستم عامل می‌دانند. پس از آن نوکیا سیستم عامل ویندوز رادر پیش گرفت که خیلی موفق نبود و دیگر از آن سیستم عامل اندروید را نیز استفاده می‌کند.

### دوربین
بزرگ‌ترین شرکت‌های تولید دوربین و قطعه آنتن موبایل و صاحب امتیاز تکنولوژی PureView که بهترین کیفیت دوربین تلفن همراه است که استفاده آن را با گوشی‌هایی با دوربین۴۱ مگاپیکسلی با ۸ لنز مجزا داراست.

## نظارت و کنترل شرکت
کنترل و نظارت نوکیا در یک مجمع عمومی و گروه اجرایی هیئت مدیره تحت نظارت هیئت مدیره، تقسیم‌بندی شده است رئیس و سایر اعضای گروه اجرایی هیئت مدیره توسط هیئت مدیره گماشته می‌شود تنها مدیر گروه اجرایی هیئت مدیره می‌توانند به گروه اجرایی هیئت مدیره و خود هیئت مدیره متعلق باشد.
ًکمیسیون هیئت مدیره‌ها شامل کمیتهٔ بازرسی، کمیتهٔ پرسنلی و نظارت بر شرکت و کمیسیون انتخابی می‌شود.

## خریداری توسط مایکروسافت
در ۳ سپتامبر ۲۰۱۳ (۱۲ شهریور ۱۳۹۲) نوکیا و مایکروسافت اعلام کردند که بخش تولید تلفن‌های همراه نوکیا، به ارزش ۸ میلیارد و ۴۰۰ میلیون یورو به مایکروسافت واگذار خواهد شد. این خبر، فوراً به افزایش ۴۵ درصدی در ارزش سهام نوکیا در بورس هلسینکی انجامید.

با موافقت سهام‌داران، این معامله در آوریل ۲۰۱۴ نهایی شد و بخش موبایل نوکیا به مایکروسافت منتقل شد (بخش تولید تلفن همراه نوکیا در نهایت در سال ۲۰۱۳ به ارزش ۷٫۱۷ میلیارد دلار توسط مایکروسافت خریداری شد. (حق استفاده از نام تجاری نوکیا به مدت ۱۰ سال برای تلفن‌های همراه و نه تبلت به مایکروسافت واگذار شد)). بدین ترتیب تولید گوشی‌های نوکیا با نام نوکیا میکرو سافت موبایل تولید می‌شوند (به مدت ۱۰ سال). نوکیا اعلام کرده از این پس بر خدمات نرم‌افزاری، نقشه‌کشی، شبکه‌سازی و پیشبرد فناوری و ساخت تبلت‌ها درجه ۱ متمرکز خواهد شد.

## بازگشت به اندروید
نوکیا به دور از چشم مایکروسافت خانواده x را با سخت‌افزاری متوسط به بالا و ظاهری بسیار زیبا، سیستم عامل اندروید و رابط کاربری شبیه ویندوز موبایل با قیمتی نسبتاً کم روانه بازار کرد و
آخرین محصول این خانواده نوکیا x2 dual sim است که بازخورد خوبی را داده است.
Nokia x2 dual sim از نسخه ۴٫۳ اندروید پشتیبانی می‌کند.
علاوه بر خانواده ایکس این شرکت تبلت N1 را روانه بازار کرد. این شرکت در دقیقه اول معرفی ۲۰۰۰۰ تبلت N1 را فروخت.
تولید تلفن‌های اندرویدی درسال ۲۰۱۷ و تحت انحصار برند hmd آغاز شد.

## تصاحب آلکاتل-لوسنت
بعد از کش و قوس‌های بسیار، در تاریخ ۱۵ آوریل ۲۰۱۵ نوکیا تأیید کرد که کمپانی آلکاتل-لوسنت را به ارزش ۱۶٫۶ بیلیون دلار خریداری کرده است و اکنون شرکت‌های ادغامی نوکیا + آلکاتل-لوسنت، متشکل از ۴۰۰۰۰ کارمند در ایالات متحده و فرانسه گامی بلند به سوی دستیابی به جدیدترین تکنولوژی‌های ارتباطی و شبکه ایی، برداشته است و قطعاً نقش بزرگی در خدمات ارتباطی ۵G، شبکه‌های تعریف شدهٔ نرم‌افزاری، عکس برداری و … ایفا خواهد کرد.
آلکاتل-لوسنت یکی از شرکت‌های ارائه خدمات بیسیم است و نبایستی با شرکت چینی تولیدکنندهٔ تلفن اشتباه گرفته شود.
یکی از موارد دیگری که نوکیا بر روی آن تمرکز کرده و به دنبال سرمایه‌گذاری کلان روی آن می‌باشد، مجموعهٔ نرم‌افزارهای مسیر یابی HERE است. با اعلام این موضع، نوکیا گزینه‌های پیش رو را برای سرمایه‌گذاری روی مجموعهٔ پیشتاز خود در زمینهٔ مسیریابی بررسی می‌کند. به گفتهٔ یکی از بالا رده‌های نوکیا، اکنون بهترین موقعیت برای سرمایه‌گذاری روی HERE با توجه به وضعیت تغییر یافتهٔ کمپانی است.
نوکیا اعلام کرده مراحل نهایی این تغییرات در سه‌ماهه اول سال ۲۰۱۶ اجرایی می‌شود.
هم‌چنین در ۲۹ خرداد ۱۳۹۴ مدیر عامل نوکیا تأیید کرداین کمپانی به بازار گوشی‌های هوشمند بر می‌گردد

## خریداری توسط اچ‌ام‌دی
پس از شکست‌های پیاپی مایکروسافت در رقابت با سایر تولیدکنندگان گوشی هوشمند، با اعلام رسمی این شرکت، تمام جزئیات مربوط به حق استفاده از نام نوکیا تا سال ۲۰۲۷ برای گوشی‌های هوشمند و تبلت به شرکت اچ‌ام‌دی واگذار شد.
بر اساس این توافق، نوکیا حق امتیاز خودش از فروش هر گوشی یا تبلت برند نوکیا را از شرکت اچ‌دی‌ام دریافت خواهد کرد که هر دو نام تجاری و حقوق مالکیت معنوی را پوشش می‌دهد و برند اچ ام دی به تازگی نوکیا را کنار گذاشت و الان از برند خودش گوشی تولید می‌کند.
شرکت نوکیا، هیچ سهامی در این شرکت ندارد و تنها یک نماینده در هیئت مدیره این شرکت خواهد داشت. از سوی دیگر شرکت FIH Mobile که از زیر مجموعه‌های شرکت Foxconn به‌شمار می‌رود، وظیفه تولید تلفن‌های همراه ساده نوکیا را همچنان برعهده خواهد داشت.

## جستاری‌های وابسته
- تلفن همراه
- سونی اریکسون
- موتورولا
- اچ‌تی‌سی
- شرکت اپل
- سامسونگ الکترونیکس
- سیم کارت
- فهرست گوشی‌های نوکیا
- ویندوز فون
- سیمبیان
- گوشی‌های هوشمند